# Sowiecka Formuła Mondial Sezon 1989
Sowiecka Formuła Mondial Sezon 1989 – drugi sezon Sowieckiej Formuły Mondial. Składał się z trzech eliminacji. Mistrzem został Wiktor Kozankow (Estonia 21.10).

## Kalendarz wyścigów
| Runda | Data           | Tor     | Pole position | Najszybsze okrążenie | Zwycięzca (kierowcy)     | Zwycięzca (zespoły)    |
| ----- | -------------- | ------- | ------------- | -------------------- | ------------------------ | ---------------------- |
| 1     | 23 kwietnia    | Kijów   | ?             | ?                    | Aleksandr Miedwiedczenko | Sowieckaja Armia Kijów |
| 2     | 11 czerwca     | Ryga    | ?             | ?                    | Wiktor Kozankow          | DOSAAF Moskwa          |
| 3     | 8 października | Rustawi | ?             | ?                    | Wiktor Kozankow          | DOSAAF Moskwa          |

## Klasyfikacja kierowców
| Legenda oznaczeń w tabelach wyników Wyświetl szablon na nowej stronie | Legenda oznaczeń w tabelach wyników Wyświetl szablon na nowej stronie                                                                     |
| Oznaczenie                                                            | Wyjaśnienie |
| --------------------------------------------------------------------- | --- |
| Złoty                                                                 | Zwycięzca lub mistrzostwo |
| Srebrny                                                               | 2. miejsce lub wicemistrzostwo |
| Brązowy                                                               | 3. miejsce lub II wicemistrzostwo |
| Zielony                                                               | Ukończył, punktował (w klasyfikacji generalnej, gdy zdobył co najmniej jeden punkt na przestrzeni sezonu, poza trzema powyższymi opcjami) |
| Niebieski                                                             | Ukończył, nie punktował (w klasyfikacji generalnej, gdy nie zdobył co najmniej jednego punktu na przestrzeni sezonu)                      |
| Czerwony                                                              | Nie zakwalifikował się (NZ) |
| Czerwony                                                              | Nie prekwalifikował się (NPK) |
| Różowy                                                                | Nie ukończył (NU) |
| Różowy                                                                | Niesklasyfikowany (NS) (w klasyfikacji generalnej, gdy nie został sklasyfikowany w żadnym wyścigu sezonu)                                 |
| Czarny                                                                | Zdyskwalifikowany (DK) |
| Czarny                                                                | Wykluczony (WYK/EX) |
| Biały                                                                 | Nie wystartował (NW) |
| Biały                                                                 | Kontuzjowany (K/INJ) |
| Biały                                                                 | Wyścig odwołany (OD/C) |
| Bez koloru                                                            | Został wycofany (WYC/WD) |
| Bez koloru                                                            | Nie przybył (NP/DNA) |
| Bez koloru                                                            | Nie brał udziału w treningach (NT/DNP) |
| Bez koloru                                                            | Nie został zgłoszony (–) |
| Pogrubienie                                                           | Start z pole position |
| Kursywa                                                               | Najszybsze okrążenie wyścigu |
| †                                                                     | Nie ukończył, ale jego rezultat został zaliczony ze względu na przejechanie więcej niż 90% dystansu wyścigu.                              |
| *                                                                     | Sezon w trakcie |
| 1/2/3                                                                 | Punktowana pozycja w sprincie kwalifikacyjnym                                                                                             |
| Lista systemów punktacji Formuły 1                                    | |

| Poz. | Kierowca                 | Zespół                 | CZJ | RGA | RST | Punkty |
| ---- | ------------------------ | ---------------------- | --- | --- | --- | ------ |
| 1    | Wiktor Kozankow          | DOSAAF Moskwa          | NU  | 1   | 1   | 100    |
| 2    | Aleksandr Miedwiedczenko | Sowieckaja Armia Kijów | 1   | 2   | 5   | 96     |
| 3    | Aleksandr Potiechin      | DOSAAF Moskwa          | 2   | 3   | 2   | 92     |
| 4    | Valdas Jonušis           | DOSAAF Wilno           | 3   | NU  | 3   | 86     |
| 5    | Wiktor Gasenko           | DOSAAF Kijów           | 4   | 11  | 7   | 79     |
| 6    | Aleksandr Romaszin       | DOSAAF Borysów         | 9   | 9   | 4   | 77     |
| 7    | Urmas Haamer             | DOSAAF Harju           | 7   | 8   | 9   | 75     |
| 8    | Michaił Dżawachiszwili   | DOSAAF Tbilisi         | 10  | 10  | 6   | 74     |
| 9    | Andris Skreija           | DOSAAF Ryga            | 12  | 6   | -   | 72     |
| 10   | Urmas Põld               | DOSAAF Tallinn         | 17  | 4   | -   | 69     |
| 11   | Wagif Mamiedow           | DOSAAF Baku            | 15  | 13  | 10  | 67     |
| 12   | Walerij Sułtanow         | DOSAAF Machaczkała     | 13  | 12  | NU  | 65     |
| 13   | Ivars Krūmiņš            | DOSAAF Ryga            | -   | 5   | -   | 40     |
| 14   | Pawieł Łakija            | DOSAAF Tbilisi         | 5   | DK  | NU  | 40     |
| 15   | Jewgienij Molczanow      | DOSAAF Moskwa          | 6   | NU  | NU  | 39     |
| 16   | Andris Kaļķis            | Sowieckaja Armia Ryga  | -   | 7   | -   | 38     |
| 17   | Aleksandr Ceruaszwili    | DOSAAF Tbilisi         | NU  | DK  | 8   | 37     |
| 18   | Władisław Barkowski      | Spartak Moskwa         | 8   | -   | -   | 37     |
| 19   | Aleksandr Armand         | DOSAAF Moskwa          | 11  | NU  | NU  | 34     |
| 20   | Sergejs Pugačs           | DOSAAF Ryga            | 14  | -   | NU  | 31     |
| 21   | Aleksandr Jeremiejew     | Spartak Leningrad      | NU  | 14  | -   | 31     |
| 22   | Aleksandr Saunkin        | DOSAAF Gorki           | -   | 15  | NU  | 30     |
| 23   | Aleksandr Puszkow        | DOSAAF Baku            | 16  | -   | -   | 29     |
| 24   | Indulis Rukuts           | DOSAAF Ryga            | -   | 16  | -   | 29     |
| 25   | Toomas Napa              | DOSAAF Tallinn         | 18  | NU  | -   | 27     |
| NS   | Raivo Hääl               | DOSAAF Tallinn         | NU  | -   | -   | 0      |
| NS   | Ott Vanaselja            | Kalev Tallinn          | NU  | NU  | -   | 0      |
| NS   | Avo Soots                | DOSAAF Tallinn         | NU  | -   | -   | 0      |
| NS   | Siergiej Gorszeniew      | DOSAAF Widnoje         | NU  | NU  | NU  | 0      |
| NS   | Dawid Ciklauri           | DOSAAF Tbilisi         | NU  | NU  | -   | 0      |
| NS   | Aleksandr Ponomariew     | DOSAAF Togliatti       | -   | NU  | NU  | 0      |
| NS   | Wiktor Piatych           | DOSAAF Togliatti       | -   | NU  | -   | 0      |